# Pobrzeża Wschodniobałtyckie
Pobrzeża Wschodniobałtyckie (841) – podprowincja fizycznogeograficzna w Estonii, na Łotwie, Litwie, w Rosji (obwód królewiecki) i częściowo północnej Polsce, stanowiąca zachodnią część Niżu Wschodniobałtycko-Białoruskiego. W Polsce położona jest na terenie województwa warmińsko-mazurskiego. Region stanowi pas pobrzeży o zróżnicowanym ukształtowaniu powierzchni, ciągnący się od Zatoki Fińskiej po Zatokę Gdańską. Dominuje tu klimat morski.
Pobrzeża Wschodniobałtyckie dzielą się na 8 makroregionów, z których tylko jeden (południowa część Niziny Staropruskiej) leży na terytorium Polski.
841.1 Pobrzeża Estońskie
841.2 Nizina Estońska
841.3 Pobrzeże Ryskie
841.4 Pobrzeże Żmudzko-Kurońskie
841.5 Nizina Staropruska
841.57 Wzniesienia Górowskie
841.58 Równina Ornecka
841.59 Nizina Sępopolska
841.6 Nizina Środkowolitewska
841.7 Wysoczyzny Żmudzko-Kurońskie
841.8 Nizina Semigalska